# Serguei Txernetski
Serguei Vitàlievitx Txernetski (en rus Сергей Витальевич Чернецкий, Sértolovo, óblast de Leningrad, 9 d'abril de 1990) és un ciclista rus, professional des del 2012. Actualment corre a l'equip Astana Pro Team. En el seu palmarès destaca la victòria final al Tour dels Fiords de 2013 i una etapa a la Volta a Catalunya de 2015. El 2016 aconseguí el Campionat nacional en contrarellotge.

## Palmarès en ruta
- 2010
  - 1r a la Volta a Palència
- 2011
  - Vencedor d'una etapa a la Volta a Zamora
- 2012
  - Vencedor de 2 etapes del Giro de la Vall d'Aosta
  - Vencedor d'una etapa a la Ronda de l'Isard d'Arieja
- 2013
  - 1r al Tour dels Fiords i vencedor d'una etapa
- 2015
  - Vencedor d'una etapa a la Volta a Catalunya
- 2016
  -  Campió de Rússia en contrarellotge
- 2018
  - 1r a l'Arctic Race of Norway

### Resultats a la Volta a Espanya
- 2014. 113è de la classificació general
- 2017. 94è de la classificació general
- 2019. 111è de la classificació general

### Resultats al Giro d'Itàlia
- 2015. 114è de la classificació general

## Palmarès en pista
- 2010
  -  Campió d'Europa sub-23 en Persecució per equips (amb Valeri Kaikov, Artur Ierxov i Serguei Shilov)
- 2011
  -  Campió d'Europa sub-23 en Persecució per equips (amb Maxim Kozyrev, Artur Ierxov i Kiril Svéixnikov)